# Clowne
Clowne – wieś w Anglii, w hrabstwie Derbyshire, w dystrykcie Bolsover. Leży 42 km na północ od miasta Derby i 211 km na północ od Londynu. W 2001 miejscowość liczyła 7447 mieszkańców.